# (9223) Leifandersson
(9223) Leifandersson – planetoida z pasa głównego asteroid okrążająca Słońce w ciągu 3 lat i 180 dni w średniej odległości 2,3 j.a. Została odkryta 18 grudnia 1995 roku w programie Spacewatch. Przed nadaniem nazwy planetoida nosiła oznaczenie tymczasowe (9223) 1995 YY7.